# Bahwarta
Bahwarta (arab. بحروتة) – wieś w Syrii, w muhafazie Aleppo. W 2004 roku liczyła 754 mieszkańców.